# Echt ruigkogeltje
Het echt ruigkogeltje (Lasiosphaeris hispida) is een zakjeszwam die behoort tot de familie Lasiosphaeriaceae. 

## Verspreiding
In Nederland komt het echt ruigkogeltje zeldzaam voor. Het staat niet op de rode lijst en is niet bedreigd.